# 周礼駅
周礼駅（チュレえき）は、大韓民国釜山広域市沙上区にある釜山交通公社2号線の駅である。駅番号は225。

## 駅構造
相対式ホーム2面2線の地下駅。フルスクリーンタイプのホームドアが設置されている。出入口は8箇所に設けられている。

### のりば
| 上り | 2号線 | 萇山方面 |
| 下り | 2号線 | 梁山方面 |

## 歴史
- 1999年6月30日 - 2号線開通に伴い開業。

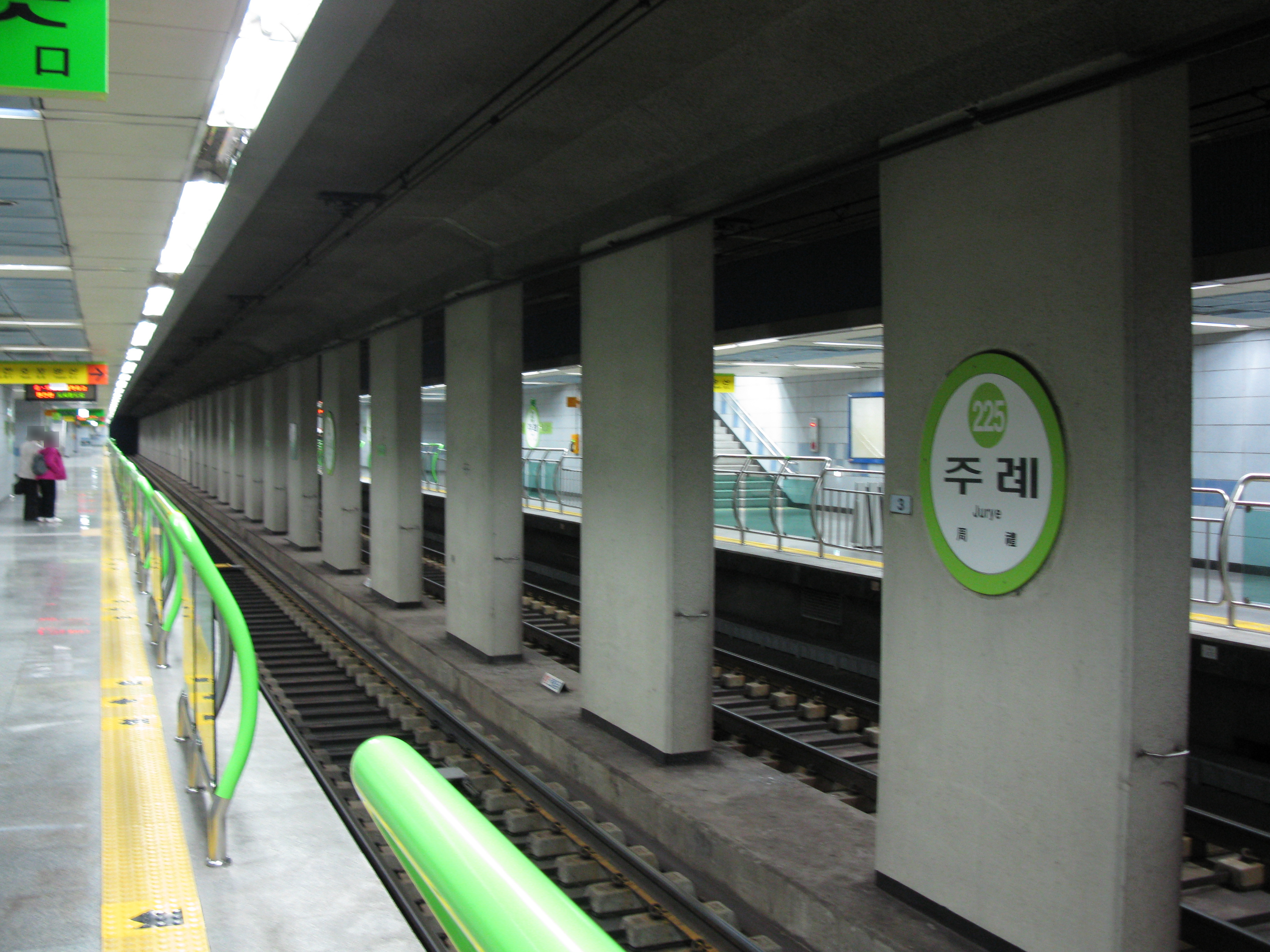
ホームドア設置前（2009年2月）

## 駅周辺
- 釜山沙上警察署周礼1治安センター
- 北部消防署周礼119安全センター
- 周礼1洞行政福祉センター
- 周礼洞郵便局
- 東州初等学校
- 東州中学校
- ハナ銀行周礼洞支店
- NH農協銀行周礼支店
- 釜山銀行沙上支店
- 釜山報勳病院
- 釜山拘置所

## 隣の駅
釜山交通公社
 2号線
冷井駅 (224) - 周礼駅 (225) - 甘田駅 (226)